# Людвигшоргаст
Людвигшоргаст (нем. Ludwigschorgast) — община в Германии, в земле Бавария. 
Подчиняется административному округу Верхняя Франкония. Входит в состав района Кульмбах.  Население составляет 975 человек (на 31 декабря 2010 года). Занимает площадь 5,95 км².
Община подразделяется на 4 сельских округа.

## Население
По оценке на 31 декабря 2015 года население общины Людвигшоргаст составляет 985 чел. 

| Дата      | 1840 | 1871 | 1900 | 1925 | 1939 | 1950 | 1961 | 1970 | 1987 | 2011 |
| --------- | ---- | ---- | ---- | ---- | ---- | ---- | ---- | ---- | ---- | ---- |
| Население | 485  | 568  | 467  | 487  | 622  | 971  | 969  | 984  | 881  | 1000 |

| Год       | 1960 | 1970 | 1980 | 1990 | 2000 | 2009 | 2010 | 2011 | 2012 | 2013 | 2014 | 2015 |
| --------- | ---- | ---- | ---- | ---- | ---- | ---- | ---- | ---- | ---- | ---- | ---- | ---- |
| Население | 955  | 973  | 916  | 936  | 1023 | 973  | 975  | 1001 | 981  | 980  | 993  | 985  |